# Seppo Aho
Seppo Risto Aho (Pornainen, 7 marzo 1944) è un pentatleta finlandese.

## Biografia
Rappresentò la Finlandia ai Giochi olimpici estivi di Città del Messico 1968, terminando al diciottesimo posto nella gara individuale ed al quinto posto in quella a squadre, con Martti Ketelä e Jorma Hotanen.